# مصبنة طوقان

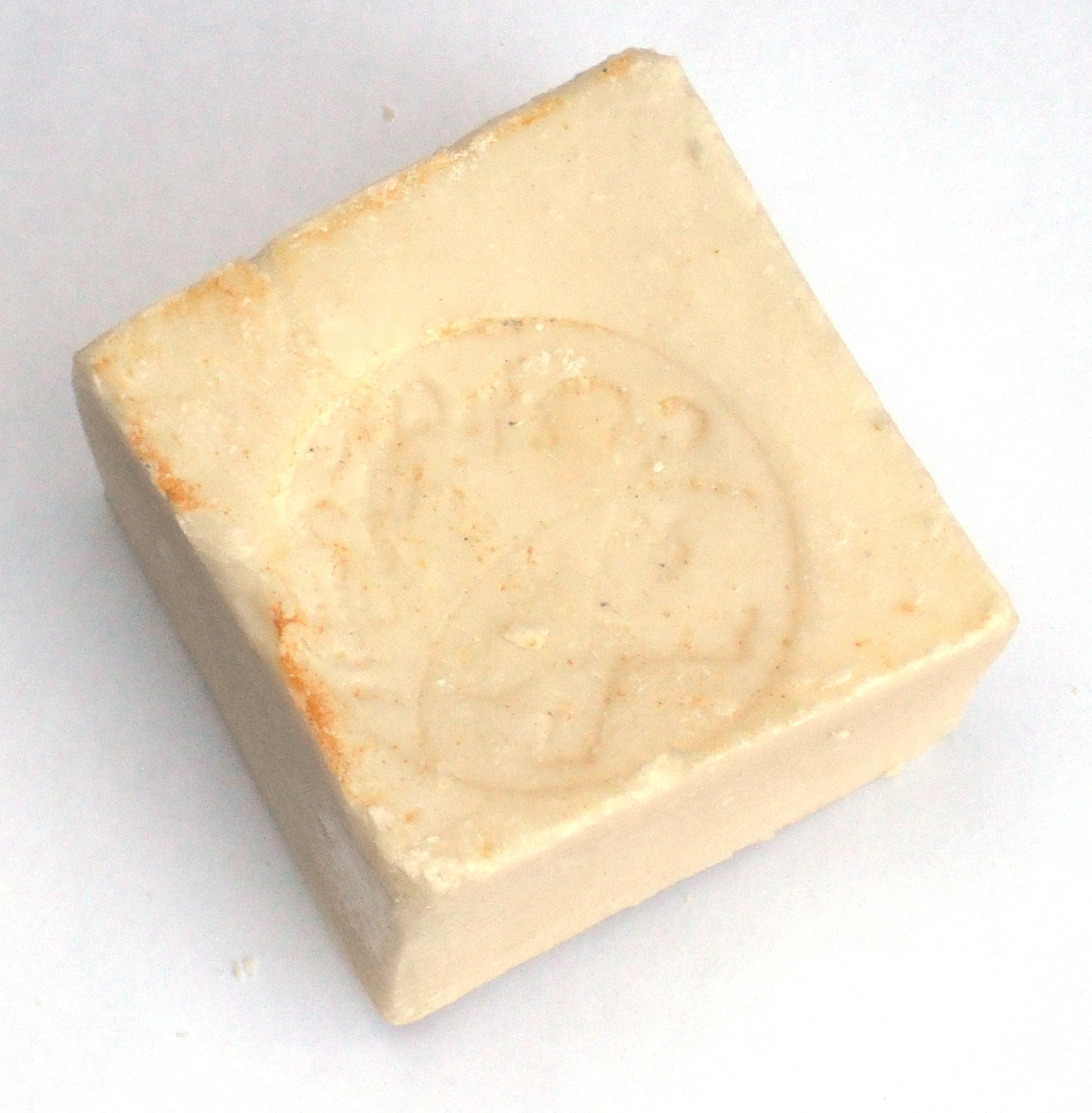
صالون نابلسي

مصبنة طوقان، هي من أحد المعالم والمباني التاريخية القديمة في محافظة نابلس بالضفة الغربية، تقع في الزاوية الشمالية الغربية من ساحة التوتة التي تتوسط حارة القريون بمدينة نابلس، ويستخدم المبنى في صناعة الصابون النابلسي، أنشئت في العهد العثماني في القرن التاسع عشر.

## الوصف
- حجر المصبنة عبارة عن بناء مستطيل الشكل كبير الحجم يتكون من طابقين، يطل على ساحة التوتة، من الواجهات الشمالية والشرقية، والواجهات الأخرى تجاوران وتلتصقان بمجموعة من الدور السكنية.[5]

- الواجهة الرئيسية للمبنى منها مدخل كبير لتسهيل أحمال الزيت الذي يستفيد منه الصابون وخروج أحمال الصابون.

- يعلو واجهة هذا المدخل حاجز، فتح على جانبيه العديد من النوافذ الصغيرة الحجم.

- يمكن الوصول إلى الطابق الأرضي من المصبنة من خلال باب كبير، يتكون من قاعة أرضية طويلة ذات ستة طبقات تمتد على مدى عقود متقاطعة وتستند على دعامات حجرية.

- تتم عملية صنع الصابون بقدر نحاسي كبير.

- الجزء العلوي من الواجهة له شبابيك كبيرة الحجم تنتهي بعقود، بها إنارة وتهوية للمساعدة في تجفيف الصابون.[6]

## التاريخ
- تعود ملكية المصبنة التاريخية إلى آل طوقان الذين كانوا في القرن الثامن والتاسع عشر الميلادي من أمراء نابلس و حكامها المحليون.

- تعتبر صناعة الصابون في مدينة نابلس صناعة قديمة وتاريخية هامة.[7][8]

- بلغ عدد المصابين في نابلس حوالي ثلاثين مصبنة. وكان أصحاب الحرف والصناعات من الزعماء والأشراف. [9]